# Jonathan Smith
Jonathan Scott Smith (født 9. maj 1961 i Salem, Massachusetts, USA) er en amerikansk tidligere roer og dobbelt olympisk medaljevinder.
Smith vandt en sølvmedalje i firer uden styrmand ved OL 1984 i Los Angeles. David Clark, Phillip Stekl og Alan Forney udgjorde bådens øvrige besætning. I finalen blev den amerikanske båd besejret af New Zealand, der vandt guld, mens Danmark fik bronze. Fire år senere, ved OL 1988 i Seoul, var han med i den amerikanske otter, der fik bronze efter Vesttyskland og Sovjetunionen.
Smith vandt desuden tre VM-medaljer, her iblandt en guldmedalje i otter ved VM 1987.

## OL-medaljer
- 1984:  Sølv i firer uden styrmand
- 1988:  Bronze i otter